# Georgi Dinkov
Georgi Ivanov Dinkov (in bulgaro Георги Иванов Динков?; Gabrovo, 20 maggio 1991) è un calciatore bulgaro, difensore dello Jambol.

## Carriera
Ha debuttato nel campionato bulgaro con la maglia del Beroe nel 2011. Nella stagione 2017-2018 gioca sempre per il Beroe collezionando 14 presenze.

## Palmarès

### Club

#### Competizioni nazionali
- Coppa di Bulgaria: 1

Beroe: 2012-2013
- Supercoppa di Bulgaria: 1

Beroe: 2013